# セランディア
セランディア（MS Selandia）は、かつてデンマークのイースト・エイジアティック・ラインなどが運航していた貨客船で、事実上世界最初の大型航洋ディーゼル船であった。幾多の転籍および改名と世界情勢の成り行きの末に日本の傭船となって運航されたが、太平洋戦争初期に海難事故で失われた。

## 概要
船名の「セランディア」とは、シェラン島をラテン語読みしたものである。「セランディア」は、スカンジナビア半島からジェノヴァおよびバンコクに航路を開設していたイースト・エイジアティック・ラインが、航路の定期船としてコペンハーゲンのバーマイスター・アンド・ウェイン造船所（B&W）で1910年に起工し、1911年11月4日に進水して翌1912年2月に竣工した。
イーヴァル・ヌードセン(Ivar Knudsen 1861-1920）をチーフとするB&W社技術陣は、ルドルフ・ディーゼル特許による舶用ディーゼル機関の実用開発を進めていた。ディーゼル機関は、1900年代から小型船舶への試験的導入は始まっていたものの、5000tクラスの貨客船にディーゼル機関を用いる試みは1910年代初頭では極めて尖鋭的な試みであった。
イースト・エイジアティックはこの時期、セランディアと同級の蒸気貨客船を複数建造、就航させており、セランディア建造はディーゼル機関搭載のパイロット船として提案された企画であった。B&Wは当初、単機で2500HPクラスを発生する大型ディーゼル機関を開発し、これをセランディアに搭載する計画であったが、開発はうまく行かず、建造の遅延に苛立ったイースト・エイジアティックがB&Wに「舶用ディーゼル機関が作れないなら通常のレシプロ蒸気船として竣工させよ」と迫ったという逸話もある。
結局、予定の半分の1250HP級エンジン2基搭載・ツインスクリュープロペラで必要な出力を確保する次善策が採られ、「セランディア」は予定通りにディーゼル船として竣工した。新たに開発されたB&W製エンジン DM 8150Xのスペックは4ストローク直列8気筒単動式、ボア/ストローク=530mm×730mmで、クロスヘッドを介してクランクを駆動、定格出力912kW/145rpmで、減速機を介さず、各エンジンごとに直接独立したスクリュープロペラを駆動した。この時代のディーゼルエンジン技術の制約からまだ無気噴射ではなく圧縮空気式燃料噴射を用いるなど、全体に当時の技術水準に見合った堅実な設計であったが、船舶用らしく後進時に対応して逆回転可能な仕様とされた（逆回転運転を可能とする構造は、舶用ディーゼル機関の実用化における重要なファクターであった）。このエンジンは後年の舶用ディーゼル機関に比べれば出力対容積は大きかったものの十分な信頼性を示し、この船の30年間にわたる運航期間を通じて最後まで用いられ続けた。
900tの重油を燃料として搭載できたが、コペンハーゲンからバンコクへの処女航海で消費した重油燃料は800tに過ぎず、途中燃料無補給で片道航海を達成した。石炭焚きのレシプロ蒸気船に比して（石油燃料の搭載容易というメリットとも相まって）高い優位性を示した。グレードの高い重油燃料の供給が必要という制約条件はあったが、セランディアの燃費は格段に優れており（同級蒸気機関比で25%～30%しか燃料を要さない経済性を示した）、以後、商船・軍艦を問わず舶用ディーゼル機関の広範な普及に先鞭をつけた。従前のほとんどの動力船が蒸気ボイラーを原動力とし、船名に「蒸気船」steamship を意味する略称の"SS"を冠していた20世紀初頭、ディーゼル機関（内燃機関）搭載によって「発動機船」motor ship を意味する略称"MS"を冠した大型船となったことでも象徴的な存在である。
また高圧蒸気をボイラーから供給できる蒸気船と違い、ディーゼル船は蒸気圧を補助動力駆動に使えないことから、シーメンス製電動ウインチの搭載など機器類の電動化が図られており、補助動力電源の発電用に184kW/250HPの補助ディーゼルエンジンも搭載された。
「セランディア」は蒸気船のような煙突を持たない（大きな煙突が不要であった）当時としては特徴的な外観の船であり、後部マストを通じて排気していた。20名ないし26名のファーストクラスのための客室が用意され、トイレとバスタブが備え付けられており、その設備の豪華さについては「主客室に付属している使用人向けのキャビンですら豪華であった」と称された。実際、バンコクへの処女航海では、コペンハーゲンからヘルシンゲルまでの間とはいえ、クリスチャン皇太子を初めとするデンマーク王国の諸侯が乗船した。ロンドンに寄港した際には海軍関係者を初めとして造船業界、海運業界からの見学者が「セランディア」を見学し、当時海軍大臣のウィンストン・チャーチルが、アントウェルペンまで海軍本部職員を便乗させるよう要求した。舶用ディーゼル機関を搭載した最先端の大型船として如何に注目される存在であったかを物語る逸話である。
1931年には、香港を訪問するシャム国王ラーマ7世を乗せている。
大過なく定期航路に就航し続けた「セランディア」は、1932年にファーストクラス定員を40名に拡充してサンフランシスコと東アジアの航路に転じる。次いで1936年にはノルウェーの船会社に売却されて「ノルスマン」と改名し、パナマ船籍となる。さらに1940年10月にはフィンランド・アメリカ・ラインに転売されて「トルナトール」と改名し、フィンランドとアジア間の航路に就航した。1941年3月、「トルナトール」は鋼材と紙を搭載し、パナマ運河経由で5月に横浜港に到着する。「トルナトール」をもって日本とフィンランド間の定期航路を開設する計画もあったが、横浜を出港する間際の6月26日に継続戦争が勃発して帰国不能となってしまった。「トルナトール」は日本の手で運航されることとなり、8月16日付で帝国船舶に傭入され、引き続き従来の乗組員を乗せて山下汽船の委託船として運航を続けた。
1942年1月、「トルナトール」は石炭を積んで青島を出港して川崎に向かったが、1月25日午前に御前崎東方で針路を誤って座礁した。乗組員は全員無事に救助され、日本サルヴェージの技師が派遣されて離礁が試みられたが、おりからの時化により1月30日ごろには船体が折れて船首が海中に没し、結局船体は放棄となった。
イースト・エイジアティック・ラインは初代の「セランディア」を売却したあと、1938年に同名の二代目船を建造して1962年まで就航させ、1972年には三代目の「セランディア」を建造したが、三代目は1994年に除籍後アメリカ海軍に購入されて、車両輸送艦「ジリランド」 (USNS Gilliland, T-AKR-298) となった。会社組織も幾多の変遷を経て、後継のEMS社によって四代目の「セランディア」が就航している。

## メディア
竣工からちょうど100年経った2012年2月、デンマークの海事ジャーナリストであるアンダース・リスによって『セランディア -世界最初の航洋型ディーゼル船』がフォーラゲット・ノーチラス社（デンマーク）出版された。240ページにわたるこの本は、バーマイスター・アンド・ウェインによるディーゼルエンジンの開発に関する記述を中心に書かれ、英語版（ISBN 978-87-90924-79-9）とデンマーク語版（978-87-90924-75-1）がある。
また、エグゼクティブ・プロデューサーのアンダース・ディロフ、映像作家ミハイル・シュミット＝オルセンによって「セランディア」を扱った『世界を変えた船』と題する60分間のドキュメンタリーがクロマ・フィルムで製作され、竣工100年の2012年2月17日に公開された。

## 異論
1996年に「セランディア」が「世界最初の航洋型ディーゼル船」を称することについての異論が出された。要約すれば、「オランダで建造された「ヴルカヌス」 (MS Vulcanus) は「セランディア」より2年早い1910年に竣工し、「ヴルカヌス」こそが「世界最初の航洋型ディーゼル船」である」というものであり、確かに種類さえ問わなければ「ヴルカヌス」が世界最初であろうが、「セランディア」が処女航海を行った時点で、「当時最大の」航洋型ディーゼル船だったことは確かである。また、「セランディア」が「世界最初の航洋型ディーゼル船」の称号を得るにいたったゆえんは、公試成績がよかったことにも起因する。